# Чирцов Олександр Семенович
Олекса́ндр Семе́нович Чирцо́в (24 травня 1977 — 15 квітня 2015) — старший солдат Збройних сил України, учасник російсько-української війни.

## Життєвий шлях
Народився в смт Десна, у Кобеляках пройшло його дитинство. Родина Чирцових походить з Кобеляків (родове прізвище Лоза), постійно проживала в м. Артемівську Донецької області.
З початком військових дій на сході, Олександр із сім'єю переїхав до Полтави. Протягом зими 2013—2014 років перебував на Майдані Незалежності, був активним учасником Революції Гідності.
На початку 2015 року пройшов підготовчі курси санінструктора, у лютому добровольцем вирушив до зони бойових дій. Псевдо «Піонер», санінструктор та інструктор зі стрілецької справи окремої добровольчої роти «Карпатська Січ».
Загинув 15 квітня 2015 року внаслідок прямого влучання артилерійського снаряда в розташування медичної частини в селищі Піски Ясинуватського району. Олександр у тому часі допомагав медикам, осколок від снаряда поцілив йому в серце, врятувати Чирцова не вдалося.
Похований 18 квітня 2015 року в Кобеляках.
Залишилися мама, дружина Чирцова Тетяна Ігорівна, донька Чирцова Софія Олександрівна 2010 р.н.

## Нагороди
- У 2021 році був нагороджений орденом «За мужність» III ступеня (посмертно)[1].

## Вшанування
- 13 квітня 2016 року у Кобеляках відкрито пам'ятний знак воїнам, які загинули під час проведення антитерористичної операції на сході України, серед них й ім'я Олександра Чирцова.
- Чирцова Олександра Семеновича занесено до Книги Пошани Полтавської обласної ради (посмертно, рішення президії Полтавської обласної ради від 4 березня 2016 року).
- 13 квітня 2016 року в місті Кобеляки відкрито пам'ятний знак воїнам, які загинули під час проведення антитерористичної операції на сході України. Серед них викарбуване й ім'я Олександра Чирцова.